# ۷۷۸ (قمری)
۷۷۸ (قمری)، هفتصد و هفتاد و هشتمین سال در گاهشماری هجری قمری است. اول محرم این سال برابر با بیست و نهم مه سال ۱۳۷۶ میلادی است.